# 泰山街道 (徐州市)
泰山街道，是中华人民共和国江苏省徐州市泉山区下辖的一个乡镇级行政单位。

## 行政区划
泰山街道下辖以下地区：
泰山社区、候山沃社区、云龙社区、风华园社区、文昌社区、兴泰社区、彭祖园社区和康居社区。